# Svartmaskad kardinaltangara
Svartmaskad kardinaltangara (Paroaria nigrogenis) är en fågel i familjen tangaror inom ordningen tättingar.

## Utseende och läte
Svartmaskad kardinaltangara är en omisskännlig trefärgad fågel i rött, svart och vitt. Den har rött huvud, röd strupe, svart ögonmask, mestadels svart rygg och stjärt samt vit undersida. Könen är lika. Sången består av klara "FEEup-feep! Fueet-feeut! Fueet-feep feep".

## Utbredning och systematik
Fågeln förekommer i nordöstra Colombia (söderut till norra Meta och östra Vichada), Venezuela (förutom längst i söder) och på Trinidad. Den behandlas som monotypisk, det vill säga att den inte delas in i några underarter. Tidigare ansågs den vara en underart till brunstrupig kardinaltangara (P. gularis).

### Familjetillhörighet
Länge placerades släktet Paroaria i familjen Emberizidae, men DNA-studier visar att de tillhör tangarorna i Thraupidae, närmast släkt med diademtangara (Stephanophorus diadematus), skattangara (Cissopis leverianus) och släktet Schistochlamys.

## Levnadssätt
Svartmaskad kardinaltangara hittas i flodnära skogar, buskmarker och savann, mestadels i låglänta områden. Den ses ofta i familjegrupper nära vatten.

## Status
Arten har ett stort utbredningsområde och beståndet anses vara stabilt. Internationella naturvårdsunionen IUCN listar den därför som livskraftig (LC).